# Iacob Salomo ben Aravi
Salomo ben Aravi (n. 1549, Yemen Eyalet⁠(d), Imperiul Otoman – d. 1629, Safed, Imperiul Otoman) sau Shlomo ibn Arvay a fost rabinul comunității evreiești din Iași și ulterior din Moldova. Conform unor surse, acesta s-ar fi născut în Yemen. Alții susțin că s-a născut în Grecia, într-o familie evreiească de origine mixtă italiană și nord-africană. Acesta a fost medic, iar conform unor istorici a fost chiaf medicul personal al voievodului. 